# JavaServer Pages Standard Tag Library
A JavaServer Pages Standard Tag Library (röviden JSTL), egy Java EE komponens, a webalkalmazások fejlesztéséhez. Kiterjeszti a JSP specifikációt azzal, hogy egy JSP sztenderd tag könyvtárat ad hozzá a JSP tag-ekhez az olyan közök feladatok elvégzéséhez, mint pl. az XML adat feldolgozás, feltételes végrehajtás, ciklusok és többnyelvű támogatás (nemzetköziesítés). A JSTL-t a Java Community Process(JCP) keretein belül fejlesztették, Java Specification Request (JSR) 52-es szám alatt. 2006. május 8-án kiadták a JSTL 1.2-es változatot.
A JSTL hatékony módon nyújt támogatást a JSP oldalon a beágyazott logika kezeléséhez, anélkül, hogy beágyazott java kódot kéne használni direkt módon a JSP oldalon. A sztenderd tag könyvtár használata sokkal inkább preferált, mint, az Java kódba való ki- és belépés a JSP lapon. Mindez a sokkal jobban karbantartható kódhoz vezet, továbbá biztosítja az alkalmazás kódjának és a UI-nek is az elválasztását.
A JSTL-lel kapcsolatban a JCP-nek a következő JSR-jei tartoznak (sztenderd JSP tag könyvtárak kezelés):
- JSR 128: JESI - JSP tag könyvtár a Edge Side Includes-hoz (nem aktív)
- JSR 267: JSP tag könyvtár a webszolgáltatásokhoz

## Lásd még
- Unified Expression Language

## Külső hivatkozások
- JSTL Specifikáció
- JSR 52 (JSTL 1.0, 1.1, és 1.2)
- Jakarta Standard Taglib 1.1, egy JSTL megvalósítás (nem folytatott)
- Apache Standard Taglib egy JSP standard tag könyvtár, a JSTL specifikáció egy megvalósítása
- JSTL 1.0 Referenz (German) Archiválva 2019. március 6-i dátummal a Wayback Machine-ben
- JSTL 1.2 honlap[halott link]
- JSTL 1.2 kézikönyv
- Hivatalos kézikönyv: a Java EE 5 kézikönyv, 7-es fejezet, JavaServer Pages Standard tag könyvtár[1]
- JSTL 1.1 referencia
- JSF 2.1 Facelets tag könyvtár documentációja[2]